# Wrotków
Wrotków (prononciation : [ˈvrɔtkuf]) est un village polonais de la gmina de Koźmin Wielkopolski dans le powiat de Krotoszyn de la voïvodie de Grande-Pologne dans le centre-ouest de la Pologne.
Il se situe à environ 5 kilomètres à l'ouest de Koźmin Wielkopolski (siège de la gmina), à 16 kilomètres au nord de Krotoszyn (siège du powiat) et à 72 kilomètres au sud-est de Poznań (capitale régionale).
Le village possédait une population de 362 habitants en 2006.

## Histoire
De 1975 à 1998, le village faisait partie du territoire de la voïvodie de Kalisz.

Depuis 1999, Wrotków est situé dans la voïvodie de Grande-Pologne.